# Samuel Warren Carey

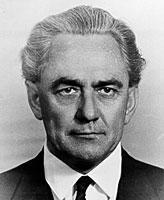
Samuel Warren Carey

Samuel Warren Carey (Campbelltown, 1 november 1911 - Hobart, 20 maart 2002) was een Australische geoloog. Carey was een aanhanger van Alfred Wegeners theorie van continentverschuivingen en verklaarde deze verschuivingen met de hypothese van een uitzettende Aarde.
In de Tweede Wereldoorlog diende Carey als luitenant in de speciale eenheden, waarbij hij een gewaagd plan ontwikkelde om met kleine eenheden vijandige schepen in de haven van mijnen te voorzien. Carey leidde een (geslaagde) test waarbij namaakmijnen aan oorlogsschepen in de haven van Townsville werden bevestigd.
Van 1946 tot 1976 was Carey hoogleraar geologie aan de Universiteit van Tasmanië.
Als geoloog was Carey bekend vanwege zijn karteerwerkzaamheden in Nieuw-Guinea, zijn kaarten waren een tijd lang de standaard voor ingenieurs en mijnbouwkundigen op het eiland. Hij was een aanhanger van Alfred Wegeners idee van continentverschuivingen en probeerde het bewegen van de continenten te verklaren door aan te nemen dat de Aarde uitzet. Een uitzettende Aarde kon ook het in de jaren 50 ontdekte concept van oceanische spreiding verklaren. Tegelijkertijd kwam de theorie van plaattektoniek op, waarin mantelconvectie als oorzaak voor oceanische spreiding wordt gezien.
Vanaf de jaren 70 werden plaattektoniek en subductie algemeen geaccepteerd als de achterliggende mechanismen voor continentverschuiving. Carey en een kleine groep geestverwanten bleven het idee van een uitzettende Aarde verdedigen. Ondanks zijn controversiële ideeën was Carey een belangrijk geoloog die veel heeft bijgedragen aan de kennis van tektoniek.